# Chlorocytus
Chlorocytus är ett släkte av steklar som beskrevs av Graham 1956. Chlorocytus ingår i familjen puppglanssteklar.

## Dottertaxa tillChlorocytus, i alfabetisk ordning[1][2]
- Chlorocytus agropyri
- Chlorocytus alticornis
- Chlorocytus analis
- Chlorocytus arkansensis
- Chlorocytus breviscapus
- Chlorocytus circumcinctus
- Chlorocytus comatus
- Chlorocytus deschampsiae
- Chlorocytus dinotiscoides
- Chlorocytus diversus
- Chlorocytus formosus
- Chlorocytus harmolitae
- Chlorocytus inchoatus
- Chlorocytus indicus
- Chlorocytus jaculatorius
- Chlorocytus koponeni
- Chlorocytus koreanus
- Chlorocytus languriae
- Chlorocytus longicauda
- Chlorocytus murriensis
- Chlorocytus phalaridis
- Chlorocytus pilosus
- Chlorocytus planus
- Chlorocytus polichna
- Chlorocytus rhodobaeni
- Chlorocytus scandolensis
- Chlorocytus simillimus
- Chlorocytus spenceri
- Chlorocytus spicatus
- Chlorocytus tenellus
- Chlorocytus terminalis
- Chlorocytus ultonicus
- Chlorocytus undulatus
- Chlorocytus vassiliefi
- Chlorocytus xanthopus